# Försjö, Småland
Försjö är en sjö i Mönsterås kommun i Småland och ingår i Emåns huvudavrinningsområde. Sjön är 8,9 meter djup, har en yta på 0,935 kvadratkilometer och är belägen 60,1 meter över havet. Vid provfiske har bland annat abborre, gädda, karpfisk (obestämd) och mört fångats i sjön.

## Delavrinningsområde
Försjö ingår i det delavrinningsområde (633962-153178) som SMHI kallar för Inloppet i Grönskogssjön. Medelhöjden är 49 meter över havet och ytan är 35,71 kvadratkilometer. Räknas de 2 avrinningsområdena uppströms in blir den ackumulerade arean 81,13 kvadratkilometer. Videbäck som avvattnar avrinningsområdet har biflödesordning 2, vilket innebär att vattnet flödar genom totalt 2 vattendrag innan det når havet efter 15 kilometer. Avrinningsområdet består mestadels av skog (87 procent). Avrinningsområdet har 1,48 kvadratkilometer vattenytor vilket ger det en sjöprocent på 4,1 procent.

## Fisk
Vid provfiske har följande fisk fångats i sjön:
- Abborre
- Gädda
- Karpfisk obestämd
- Mört
- Sutare